# Ambasciatori britannici in Italia
L'Ambasciatore del Regno Unito in Italia (ufficialmente noto come "Ambasciatore di Sua Maestà britannica presso la Repubblica italiana", tradotto dal inglese "Her Britannic Majesty's Ambassador to the Italian Republic") è il capo della missione diplomatica del Regno Unito di Gran Bretagna e Irlanda del Nord nella Repubblica Italiana.
L'ambasciatore ha sede a Roma al nº80/a di via XX Settembre. Dal 7 aprile  2022 l'ambasciatore del Regno Unito in Italia è Edward Llewellyn, con incarichi anche per San Marino.

## Lista degli ambasciatori
Quella che segue è una lista degli capi missione britannici in Italia.
| Periodo             | Titolo                            | Capo missione                       | Sede                              | Nominato dal governo                  | Accreditato da                    | Note                              |
| ------------------- | --------------------------------- | ----------------------------------- | --------------------------------- | ------------------------------------- | --------------------------------- | --------------------------------- |
| Regno d'Italia      |                                   |                                     |                                   |                                       |                                   |                                   |
| 1861 - 1863         | Inv. str. e min. plenip.          | James Hudson                        | Torino                            | Henry John Temple                     | Governo Cavour IV                 |                                   |
| 1863 - 1867         | Inv. str. e min. plenip.          | Henry Elliot                        | Torino                            | Henry John Temple                     | Governo Minghetti I               |                                   |
| 1867 - 1876         | Inv. str. e min. plenip.          | Augustus Berkeley Paget             | Torino                            | Edward Smith-Stanley                  | Governo Rattazzi II               |                                   |
| 1876 - 1883         | Ambasciatore                      | Augustus Berkeley Paget             | Roma                              | Benjamin Disraeli                     | Governo Depretis I                |                                   |
| 1883 - 1888         | Ambasciatore                      | Sir John Savile                     | Roma                              | William Ewart Gladstone               | Governo Depretis V                |                                   |
| 1888 - 1892         | Ambasciatore                      | Frederick Hamilton-Temple-Blackwood | Roma                              | Robert Gascoyne-Cecil, lord Salisbury | Governo Crispi I                  |                                   |
| 1892 - 1893         | Ambasciatore                      | Hussey Vivian, lord Vivian          | Roma                              | Robert Gascoyne-Cecil, lord Salisbury | Governo Giolitti I                |                                   |
| 1893 - 1898         | Ambasciatore                      | Clare Ford                          | Roma                              | William Ewart Gladstone               | Governo Giolitti I                |                                   |
| 1898 - 1903         | Ambasciatore                      | Philip Currie                       | Roma                              | Robert Gascoyne-Cecil, lord Salisbury | Governo di Rudinì IV              |                                   |
| 1903 - 1904         | Ambasciatore                      | Francis Bertie                      | Roma                              | Arthur James Balfour                  | Governo Zanardelli                |                                   |
| 1905 - 1908         | Ambasciatore                      | Edwin Egerton                       | Roma                              | Arthur James Balfour                  | Governo Fortis I                  |                                   |
| 1908 - 1919         | Ambasciatore                      | James Rennell Rodd                  | Roma                              | Herbert Henry Asquith                 | Governo Giolitti III              |                                   |
| 1919 - 1921         | Ambasciatore                      | George Buchanan                     | Roma                              | David Lloyd George                    | Governo Nitti I                   |                                   |
| 1921 - 1933         | Ambasciatore                      | Ronald William Graham               | Roma                              | David Lloyd George                    | Governo Bonomi I                  |                                   |
| 1933 - 1939         | Ambasciatore                      | James Eric Drummond                 | Roma                              | Ramsay MacDonald                      | Governo Mussolini                 |                                   |
| 1939 - 1940         | Ambasciatore                      | Percy Loraine                       | Roma                              | Neville Chamberlain                   | Governo Mussolini                 |                                   |
| 1940 - 1944         | vacante (Seconda guerra mondiale) | vacante (Seconda guerra mondiale)   | vacante (Seconda guerra mondiale) | vacante (Seconda guerra mondiale)     | vacante (Seconda guerra mondiale) | vacante (Seconda guerra mondiale) |
| Repubblica Italiana |                                   |                                     |                                   |                                       |                                   |                                   |
| 1944 - 1947         | Ambasciatore                      | Noel Charles                        | Roma                              | Winston Churchill                     | Governo Badoglio II               |                                   |
| 1947 - 1953         | Ambasciatore                      | Victor Mallet                       | Roma                              | Clement Attlee                        | Governo De Gasperi III            |                                   |
| 1953 - 1962         | Ambasciatore                      | Ashley Clarke                       | Roma                              | Winston Churchill                     | Governo Pella                     |                                   |
| 1962 - 1966         | Ambasciatore                      | John Guthrie Ward                   | Roma                              | Harold Macmillan                      | Governo Fanfani IV                |                                   |
| 1966 - 1969         | Ambasciatore                      | Evelyn Shuckburgh                   | Roma                              | Harold Wilson                         | Governo Moro III                  |                                   |
| 1969 - 1974         | Ambasciatore                      | Patrick Hancock                     | Roma                              | Harold Wilson                         | Governo Rumor I                   |                                   |
| 1974 - 1976         | Ambasciatore                      | Guy Millard                         | Roma                              | Harold Wilson                         | Governo Rumor V                   |                                   |
| 1976 - 1979         | Ambasciatore                      | Alan Campbell                       | Roma                              | James Callaghan                       | Governo Andreotti III             |                                   |
| 1979 - 1983         | Ambasciatore                      | Ronald Arculus                      | Roma                              | Margaret Thatcher                     | Governo Cossiga I                 |                                   |
| 1983 - 1987         | Ambasciatore                      | Thomas, II barone Bridges           | Roma                              | Margaret Thatcher                     | Governo Craxi I                   | nipote: George Bridges            |
| 1987 - 1989         | Ambasciatore                      | Derek Thomas                        | Roma                              | Margaret Thatcher                     | Governo Craxi II                  |                                   |
| 1989 - 1992         | Ambasciatore                      | Stephen Egerton                     | Roma                              | Margaret Thatcher                     | Governo Andreotti VI              |                                   |
| 1992 - 1996         | Ambasciatore                      | Patrick Fairweather                 | Roma                              | John Major                            | Governo Amato I                   |                                   |
| 1996 - 2000         | Ambasciatore                      | Thomas Richardson                   | Roma                              | John Major                            | Governo Prodi I                   |                                   |
| 2000 - 2003         | Ambasciatore                      | John Shepherd                       | Roma                              | Tony Blair                            | Governo D'Alema II                |                                   |
| 2003 - 2006         | Ambasciatore                      | Ivor Roberts                        | Roma                              | Tony Blair                            | Governo D'Alema II                |                                   |
| 2006 - 2011         | Ambasciatore                      | Edward Chaplin                      | Roma                              | Tony Blair                            | Governo Prodi II                  |                                   |
| 2011 - 2016         | Ambasciatore                      | Christopher Prentice                | Roma                              | David Cameron                         | Governo Berlusconi IV             |                                   |
| 2016 - 2022         | Ambasciatore                      | Jill Morris                         | Roma                              | David Cameron                         | Governo Renzi                     |                                   |
| 2022 - in carica    | Ambasciatore                      | Edward Llewellyn                    | Roma                              | Boris Johnson                         | Governo Draghi                    |                                   |